# فرودگاه شهرستان راسکومون – بلادجت مموریال
فرودگاه رسکمن کانتی – بلدگت مموریال (به انگلیسی: Roscommon County – Blodgett Memorial Airport) یک فرودگاه همگانی بهره‌برداری هوایی با کد یاتا HTL است که یک باند فرود آسفالت دارد و طول باند آن ۱۲۱۹ متر است. این فرودگاه در کشور ایالات متحده آمریکا قرار دارد و در ارتفاع ۳۵۱ متری از سطح دریا واقع شده است.